# 岩本氏高鰭䱛
岩本氏高鰭䱛為輻鰭魚綱鱸形目鱸亞目石首魚科的其中一種，分布西大西洋區，從美國北卡羅來納州至巴西海域，棲息深度37-184公尺，本魚體黃褐色至暗棕黑色，黑色腹膜;鰓腔黑色，尾柄細長，魚鰭深色，體具數條模糊的垂直條紋，背鰭硬棘19-21枚;背鰭軟條33-40枚;臀鰭硬棘2枚;臀鰭軟條7-8枚，棲息在沿海。